# Liste der Mitglieder des Provinziallandtags der Rheinprovinz (22. Sitzungsperiode)
Diese Liste nennt die Mitglieder des 22. Provinziallandtages der Rheinprovinz 1874.

## Hintergrund
Der Provinziallandtag der Rheinprovinz bestand aus 75 Mitglieder, die sich in vier Kurien aufteilten. Die erste Kurie bestand aus vier Standesherren, die über Virilstimmen verfügten. Die Standesherren konnten sich vertreten lassen. Die zweite Kurie bestand aus den Vertretern der Ritterschaft, diese wurden in zwei Wahlkreisen (Regierungsbezirke Koblenz/Trier/Köln und Regierungsbezirke Aachen/Düsseldorf) gewählt. Die dritte Kurie bildeten die Vertreter der Städte. Diese wurden in indirekter Wahl bestimmt. Die vierte Kurie bildeten die Landgemeinden. Diese wählten die Vertreter in doppelt indirekter Wahl: Die Urwähler wählten Wahlmänner, diese dann Bezirkswähler. Wahlkreise waren die Landkreise. Für die Abgeordneten wurden jeweils auch Stellvertreter gewählt.
Der Provinziallandtag trat vom 27. Mai 1874 bis zum 10. Juni 1874 in Düsseldorf zusammen.

## Liste der Abgeordneten
| Kurie                                | Wahlkreis | Abgeordneter                                | Anmerkung                                                                                    |
| ------------------------------------ | --- | ------------------------------------------- | -------------------------------------------------------------------------------------------- |
| Stand der Fürsten, Grafen und Herren | | Fürst Wilhelm zu Wied                       |                                                                                              |
| Stand der Fürsten, Grafen und Herren | | Fürst Alfred zu Salm-Reifferscheidt-Dyck    | Dyk bei Neuss                                                                                |
| Stand der Fürsten, Grafen und Herren | | Fürst Alfred von Hatzfeldt                  |                                                                                              |
| Ritterschaft                         | Aachen/Düsseldorf | Freiherr Emmerich Raitz von Frentz          | Königlicher Kammerherr, Schlosshauptmann und Landrat a. D. aus Düsseldorf, Landtagsmarschall |
| Ritterschaft                         | Aachen/Düsseldorf | Freiherr Friedrich von Bourscheidt          | Haus Rath                                                                                    |
| Ritterschaft                         | Aachen/Düsseldorf | Freiherr Georg von Eerde                    | Landrat, Geldern                                                                             |
| Ritterschaft                         | Aachen/Düsseldorf | Freiherr Adolph von Eynatten                | königlicher Kammerherr, Düsseldorf                                                           |
| Ritterschaft                         | Koblenz/Trier/Köln | Freiherr Franz Adolph Josef von Fürstenberg | Lörsfeld                                                                                     |
| Ritterschaft                         | Koblenz/Trier/Köln | Freiherr Theodor Geyr von Schweppenburg     | Wiesenthal                                                                                   |
| Ritterschaft                         | Aachen/Düsseldorf | Freiherr Friedrich Geyr von Schweppenburg   | Müddersheim                                                                                  |
| Ritterschaft                         | Aachen/Düsseldorf | Bruno von Heister                           | Düsseldorf                                                                                   |
| Ritterschaft                         | Koblenz/Trier/Köln | Graf Franz Egon von Hoensbroech             | Erbmarschall und königlich preußischer Kammerherr auf Schloss Haag                           |
| Ritterschaft                         | Aachen/Düsseldorf | Freiherr Clemens von Hövel                  | Herbeck bei Aachen, als Stellvertreter                                                       |
| Ritterschaft                         | Aachen/Düsseldorf | Graf Alfred von Hompesch                    | Kammerherr, Schloss Rurich                                                                   |
| Ritterschaft                         | Koblenz/Trier/Köln | Ernst von Hymmen                            | Premierleutnant a. D.                                                                        |
| Ritterschaft                         | Koblenz/Trier/Köln | Eugen von Loë                               | Landrat, Siegburg                                                                            |
| Ritterschaft                         | Koblenz/Trier/Köln | Freiherr Rudolf de Lasalle von Louisenthal  | Landrat, Schloss Dagstuhl                                                                    |
| Ritterschaft                         | Aachen/Düsseldorf | Graf Johann Wilhelm von Mirbach             | Harff                                                                                        |
| Ritterschaft                         | Aachen/Düsseldorf | Freiherr Karl von Mylius                    | Linzenich                                                                                    |
| Ritterschaft                         | Koblenz/Trier/Köln | Graf Maximilian von Nesselrode-Ehreshoven   | Oberhofmeister, Ehreshoven                                                                   |
| Ritterschaft                         | Aachen/Düsseldorf | Franz von dem Bottlenberg gen. von Schirp   | Schloss Baldeney                                                                             |
| Ritterschaft                         | Koblenz/Trier/Köln | Clemens August Schroeder                    | Landgerichtsrat, Aachen                                                                      |
| Ritterschaft                         | Aachen/Düsseldorf | Hermann Seul                                | Landrat, Neuss, als Stellvertreter                                                           |
| Ritterschaft                         | Koblenz/Trier/Köln | Friedrich von Solemacher-Antweiler          | Grünhaus                                                                                     |
| Ritterschaft                         | Koblenz/Trier/Köln | Freiherr Edmund von Spies-Büllesheim        | Schloss Arenfels                                                                             |
| Ritterschaft                         | Koblenz/Trier/Köln | Graf Carl zu Westerhold und Gysenberg       | Kammerherr, auf Schloss Arenfels, als Stellvertreter                                         |
| Ritterschaft                         | Aachen/Düsseldorf | Freiherr Ludolf von Wenge-Wulffen           | Major a. D., Haus Overbach                                                                   |
| Städte                               | Merzig, Prüm, Bitburg, Wittlich, Bernkastel, Saarburg, Neuerburg                                                                       | Anton Aldringen                             | Kaufmann, Trier                                                                              |
| Städte                               | Köln | Alexander Bachem                            | Oberbürgermeister, Köln                                                                      |
| Städte                               | Düsseldorf | Gerhard Baum                                | Handelsgerichtspräsident, Kommerzienrat, Düsseldorf                                          |
| Städte                               | Koblenz | Nicolaus Bremig                             | Advokat-Anwalt und Stadtverordneter, Koblenz                                                 |
| Städte                               | Krefeld | Moritz von Bruck                            | Stadtverordneter, Krefeld                                                                    |
| Städte                               | Monschau, Eupen, Malmédy, St. Vith | Peter Becker                                | Oberbürgermeister, Eupen                                                                     |
| Städte                               | Duisburg, Mülheim an der Ruhr, Essen, Kettwig, Werden, Ruhrort, Dinslaken, Emmerich, Rees, Isselburg                                   | Theodor Boeninger                           | Kaufmann, Duisburg                                                                           |
| Städte                               | Ehrenbreitstein, Vallendar, Bendorf, Neuwied, Linz, Wetzlar, Braunfels                                                                 | Johann Wilhelm Caesar                       | Kaufmann, Neuwied                                                                            |
| Städte                               | Elberfeld | Theodor Dietze                              | Kaufmann und Beigeordneter, Elberfeld                                                        |
| Städte                               | Barmen | Wilhelm von Eynern                          | Kaufmann, Barmen                                                                             |
| Städte                               | Aachen | Constantin Franoux                          | Kaufmann und Stadtverordneter, Aachen                                                        |
| Städte                               | Jülich, Eschweiler, Heinsberg, Erkelenz, Geilenkirchen mit Hünshoven, Linnich                                                          | Johann Gymnich                              | Landgerichtsassessor a. D., Premier-Leutnant und Bürgermeister von Eschweiler                |
| Städte                               | Solingen, Remscheid, Dorp, Gräfrath, Wald, Höhscheid mit Merscheid, Burscheid mit Leichlingen, Opladen mit Neukirchen, Hitdorf         | Gustav Hilger                               | Kaufmann und Stadtverordneter, Ehringshausen bei Remscheid                                   |
| Städte                               | Deutz, Mülheim am Rhein, Gladbach, Gummersbach, Wipperfürth, Siegburg, Königswinter, Neustadt                                          | Wilhelm von Hövel                           | Streichgarnspinnereibesitzer aus B-Gladbach bei Mülheim am Rhein                             |
| Städte                               | Lennep, Ronsdorf, Lüdringhausen, Radevormwald, Burg, Hückeswagen, Wermelskirchen                                                       | Arnold Wilhelm Hardt                        | Geheimer Kommerzienrat, Kaufmann und Fabrikant, Lennep                                       |
| Städte                               | Merzig, Prüm, Bitburg, Wittlich, Bernkastel, Saarburg, Neuerburg                                                                       | Heinrich Kunz                               | Bürgermeister, Berncastel, als Stellvertreter                                                |
| Städte                               | Stromberg, Trarbach, Zell, Cochem, Mayen, Andernach, Ahrweiler, Sinzig, Remagen, Simmern                                               | Matthias Joseph Kreuzberg                   | Weinhändler und Stadtverordneter, Ahrweiler                                                  |
| Städte                               | Düren, Gemünd, Stolberg, Burtscheid, Schleiden                                                                                         | Abraham Lamberts                            | Kaufmann, Burtscheid, als Stellvertreter                                                     |
| Städte                               | Kleve, Wesel, Goch, Gelder, Rheinberg, Moers, Orsoy, Xanten                                                                            | Wilhelm Münster                             | Ingenieur-Hauptmann a. D., Stadtverordneter und Rittergutsbesitzer, Wesel                    |
| Städte                               | | Jacob Nöggerath                             | Geheimer Bergrat, Bonn                                                                       |
| Städte                               | Neuss, Grevenbroich, Wevelinghoven, Gladbach, Viersen, Dahlen, Odenkirche, Rheydt, Uerdingen, Kempen, Süchtelen, Dülken, Kaldenkirchen | Wilhelm Prinzen                             | Kommerzienrat und Kaufmann, Stadtverordneter, M-Gladbach                                     |
| Städte                               | Kreuznach, Kirn, Sobernheim, St. Goar, Boppard, Oberwinter, Bacharach, Stromberg                                                       | Victor Sahler                               | Bankier und Beigeordneter, Kreuznach                                                         |
| Städte                               | Ratingen, Kaiserswerth, Angermund mit Gerresheim, Mettmann, Langenberg mit Hardenberg, Wülfrath, Velbert, Kronenberg, Steele, Hilden   | Wilhelm Schüler                             | Kaufmann, Wülfrath                                                                           |
| Landgemeinden                        | Düsseldorf, Solingen, Mettmann, Lennep                                                                                                 | Friedrich Jacob Bernsau                     | Landwirt, Born, Kreis Düsseldorf                                                             |
| Landgemeinden                        | Moers, Krefeld | Julius von Bönninghausen                    | Gutsbesitzer, Hollandshof                                                                    |
| Landgemeinden                        | Gladbach, Neuss, Grevenbroich | Franz Broich                                | Gutsbesitzer, Grefrath                                                                       |
| Landgemeinden                        | Daun, Prüm, Bitburg | Jakob Cremer                                | Gutsbesitzer, Oberlauch                                                                      |
| Landgemeinden                        | Regierungsbezirk Koblenz | Gustav Hirschbrunn                          | Gutsbesitzer und Beigeordneter, Obermendig                                                   |
| Landgemeinden                        | Bonn, Euskirchen, Rheinbach | Franz Horster                               | Bürgermeister a. D. und Gutsbesitzer, Hersel                                                 |
| Landgemeinden                        | Altenkirchen, Wetzlar | Adolph Jagenberg                            | Gutsbesitzer, Almersbach                                                                     |
| Landgemeinden                        | Jüllich, Düren | Jakob Jansen                                | Gutsbesitzer, Binsfeld                                                                       |
| Landgemeinden                        | Regierungsbezirk Koblenz | Georg Carl Immich                           | Gutsbesitzer, Enkirch, als Stellvertreter                                                    |
| Landgemeinden                        | Aachen, Geilenkirchen | Friedrich Adolph Kockerols                  | Gutsbesitzer, Leiffarth                                                                      |
| Landgemeinden                        | Eupen, Malmedy, Schleiden, Monschau | Johann Lavreysen                            | Gutsbesitzer, Lückrath                                                                       |
| Landgemeinden                        | Regierungsbezirk Düsseldorf | Felix von Loë                               | Landrat a. D., Hassum                                                                        |
| Landgemeinden                        | Regierungsbezirk Düsseldorf | Arnold Maas                                 | Gutsbesitzer, Schwelgern                                                                     |
| Landgemeinden                        | Regierungsbezirk Köln | Hugo Mund                                   | Hauptmann a. D. und Gutsbesitzer, Brücken                                                    |
| Landgemeinden                        | Koblenz, St. Goar | Johann Müller                               | Guts- und Mühlenbesitzer, Güls                                                               |
| Landgemeinden                        | Regierungsbezirk Aachen | Hermann Joseph Paulssen                     | Bürgermeister, Laffeld                                                                       |
| Landgemeinden                        | Land- und Stadtkreis Trier | Wilhelm Rautenstrauch                       | Gutsbesitzer, Eitelsbach                                                                     |
| Landgemeinden                        | Saarburg, Merzig, Saarlouis | Johann Baptist Reusch                       | Gutsbesitzer, Bürgermeister und Posthalter, Lebach                                           |
| Landgemeinden                        | Bernkastel, Wittlich | Ferdinand Richter                           | Kaufmann und Gutsbesitzer, Mülheim an der Mosel                                              |
| Landgemeinden                        | Geldern, Kempen | Constantin von Ruys                         | Gutsbesitzer und Bürgermeister, Wankum                                                       |
| Landgemeinden                        | Saarbrücken, Ottweiler, St. Wendel | Robert Schmidtborn                          | Fabrikant und Gutsbesitzer, Saarbrücken                                                      |
| Landgemeinden                        | Regierungsbezirk Köln | Johann Leopold Schult                       | Bürgermeister, Glessen                                                                       |
| Landgemeinden                        | Siegburg, Waldbröl | Franz Strunk                                | Bürgermeister und Gutsbesitzer, Warth                                                        |
| Landgemeinden                        | Kreuznach, Simmern | Heinrich Trapp                              | Ökonom, Waldböckelheim                                                                       |
| Landgemeinden                        | Regierungsbezirk Koblenz | Dr. Ferdinand Wurzer                        | Bürgermeister von Niederhammerstein                                                          |